# Druga savezna liga Jugoslavije u nogometu 1947./48.
Druga savezna liga Jugoslavije u nogometu 1947./48. bilo je prvo izdanje drugog ranga koje je nosilo naziv Druga savezna liga i igralo se jednokružno: u prethodnoj sezoni natjecanje je bilo podijeljeno na razne republičke lige u kojima su se pobjednici natjecali u Saveznom kvalifikacijskom kupu 1947. za promociju u Prvu saveznu ligu.

## Sustav natjecanja
Momčadi su međusobno igrale dvokružni ligaški sustav. Prvakom je postala momčad koja je sakupila najviše bodova (pobjeda = 2 boda, neodlučeni ishod = 1 bod, poraz = bez bodova).
Pravila koje su određivala poredak na ljestvici su bila: 1) broj osvojenih bodova 2) količnik postignutih i primljenih pogodaka.

## Sudionici

### Formiranje 2. savezne lige
Na sjednici Fiskulturnog saveza Jugoslavije (NSJ je formiran kasnije) održanoj 3. i 4. srpnja 1947. donijeta je odluka da se za sezonu 1947./48. pored Prve lige (10 klubova) formira i Druga savezna liga (također s 10 klubova).
| Klub               | Grad      | Razlog                                                                                |
| ------------------ | --------- | ------------------------------------------------------------------------------------- |
| FD Budućnost       | Titograd  | Ispali iz Prve savezne lige                                                           |
| FD Kvarner         | Rijeka    | poraženi iz završnih kvalifikacija za Prvu saveznu ligu (protivnik Lokomotiva Zagreb) |
| FD Sloga           | Novi Sad  | poraženi iz završnih kvalifikacija za Prvu saveznu ligu (protivnik Vardar Skoplje)    |
| FD Dinamo          | Pančevo   | polufinalist završnih kvalifikacija za Prvu saveznu ligu                              |
| FD Metalac         | Zagreb    | polufinalist završnih kvalifikacija za Prvu saveznu ligu                              |
| Tim JRV Naša krila | Zemun     | predstavnik Jugoslavenskog ratnog zrakoplovstva                                       |
| Tim JRM Mornar     | Split     | predstavnik Jugoslavenske ratne mornarice                                             |
| FD Rabotnički      | Skoplje   | pobjednik kvalifikacija Prve grupe                                                    |
| FD Tekstilac       | Varaždin  | pobjednik kvalifikacija Druge grupe                                                   |
| FD Enotnost        | Ljubljana | predstavnik Slovenije                                                                 |

### Naknadna dodjela drugoligaškog statusa Željezničaru
Na molbu Fiskulturnog saveza BiH, Predsjedništvo centralnog odbora FISAJ-a 12. kolovoza 1947. naknadno je dodijelilo drugoligaški status sarajevskom Željezničaru, koji time postaje 11. član lige. 
Time je poništena prethodno donesena odluka da se dotadašnjem prvoligašu Željezničaru ne dozvoli igranje kvalifikacijske utakmice za opstanak u Prvoj saveznoj ligi s Ponzianom iz Trsta, zbog velikog odljeva igrača koji su morali prijeći u tadašnji Torpedo iz Sarajeva. Time su omogućili Torpedu da se kroz kvalifikacije izbori za prvoligaški status. Torpedo se zatim preimenovao u FK Sarajevo.

## Ljestvica
| mj.     | klub                 | ut. | pob. | ner. | por. | gol+ | gol- | kvoc  | bod |
| ------- | -------------------- | --- | ---- | ---- | ---- | ---- | ---- | ----- | --- |
| 1.      | Budućnost Titograd   | 20  | 13   | 3    | 4    | 46   | 21   | 2,190 | 29  |
| 2.      | Sloga Novi Sad       | 20  | 13   | 3    | 4    | 39   | 18   | 2,167 | 29  |
| 3.      | Naša krila Zemun     | 20  | 13   | 3    | 4    | 54   | 29   | 1,862 | 29  |
| 4.      | Metalac Zagreb       | 20  | 11   | 2    | 7    | 29   | 24   | 1,208 | 24  |
| 5.      | Mornar Split         | 20  | 10   | 3    | 7    | 41   | 21   | 1,952 | 23  |
| 6.      | Dinamo Pančevo       | 20  | 8    | 4    | 8    | 33   | 29   | 1,138 | 20  |
| 7.      | Enotnost Ljubljana   | 20  | 8    | 3    | 9    | 36   | 35   | 1,029 | 19  |
| 8.      | Tekstilac Varaždin   | 20  | 7    | 3    | 10   | 31   | 47   | 0,660 | 17  |
| 9.      | Željezničar Sarajevo | 20  | 6    | 4    | 10   | 28   | 34   | 0,824 | 16  |
| 10.     | Kvarner Rijeka       | 20  | 4    | 2    | 14   | 27   | 54   | 0,500 | 10  |
| 11.     | Rabotnički Skoplje   | 20  | 0    | 4    | 16   | 12   | 64   | 0,188 | 4   |
|         |                      |     |      |      |      |      |      |       |     |
| Izvori: |                      |     |      |      |      |      |      |       |     |

- Viši rang:
  - Budućnost, Sloga (izravno) i Naša krila (nakon baraža) su promovirani u Prvu saveznu ligu 1948./49.
- Baraž za popunu Prve lige
  - Naša krila protiv pretpretposljednje ekipe Prve savezne lige 1947./48. (Vardar)
- Baraž za opstanak
  - Tekstilac protiv trećeplasiranog 3. ranga kvalifikacija (Proleter Osijek)
- Ispali:
  - Željezničar, Kvarner, Rabotnički (izravno) i Tekstilac (nakon baraža) ispali u 3. ligaški rang 1948./49.
- Novi članovi:
  - Vardar, Spartak Subotica i Sarajevo (iz Prve savezne lige), Proleter Osijek, Podrinje Šabac i Dinamo Skoplje (iz trećeg ranga)

## Baraž

### Za popunu Prve lige
| Prva momčad    | Ukupno | Druga momčad     | 1. utakmica | 2. utakmica |
| -------------- | ------ | ---------------- | ----------- | ----------- |
| Vardar Skoplje | 4:5    | Naša krila Zemun | 3:2         | 1:3         |

### Za opstanak
| Prva momčad     | Ukupno | Druga momčad       | 1. utakmica | 2. utakmica |
| --------------- | ------ | ------------------ | ----------- | ----------- |
| Proleter Osijek | 4:0    | Tekstilac Varaždin | 3:0         | 1:0         |

## Rezultati

### Semafor
| 1947./48. | 1947./48.   | BUD | NKR | SLO | MET | MOR | DIN | ENO | TEK | ŽELJ | KVA | RAB  |
| 1.        | Budućnost   |     | 1:0 | 1:0 | 3:1 | 2:1 | 2:2 | 3:3 | 2:1 | 4:0  | 4:0 | 10:0 |
| 2.        | Naša Krila  | 0:1 |     | 1:0 | 2:0 | 1:0 | 3:4 | 0:1 | 4:0 | 3:1  | 4:1 | 3:1  |
| 3.        | Sloga       | 1:0 | 2:2 |     | 2:0 | 1:0 | 2:2 | 2:0 | 1:2 | 3:0  | 2:0 | 5:0  |
| 4.        | Metalac     | 2:0 | 4:4 | 0:1 |     | 0:1 | 2:1 | 1:0 | 4:1 | 2:0  | 2:1 | 2:0  |
| 5.        | Mornar      | 2:2 | 3:3 | 1:2 | 0:2 |     | 3:2 | 5:0 | 0:0 | 1:0  | 3:0 | 8:1  |
| 6.        | Dinamo      | 1:0 | 1:4 | 1:2 | 0:0 | 2:0 |     | 1:0 | 8:0 | 0:1  | 2:2 | 2:0  |
| 7.        | Enotnost    | 0:2 | 3:5 | 1:2 | 0:1 | 1:0 | 1:0 |     | 4:0 | 2:2  | 6:0 | 2:2  |
| 8.        | Tekstilac   | 5:1 | 1:3 | 2:1 | 2:3 | 2:6 | 4:1 | 0:2 |     | 1:1  | 3:2 | 3:0  |
| 9.        | Željezničar | 1:2 | 2:3 | 3:3 | 3:0 | 0:2 | 3:0 | 1:3 | 2:1 |      | 5:1 | 1:1  |
| 10.       | Kvarner     | 1:4 | 3:5 | 1:3 | 3:1 | 0:3 | 0:1 | 5:3 | 1:2 | 1:0  |     | 4:0  |
| 11.       | Rabotnički  | 0:2 | 0:4 | 1:4 | 0:2 | 0:2 | 0:2 | 3:4 | 1:1 | 1:2  | 1:1 |      |

### Kalendar
| 1. kolo 17. 8. 1947. Enotnost (Ljubljana) – Željezničar (Sarajevo) 2:2 Rabotnički (Skoplje) – Dinamo (Pančevo) 0:2 Sloga (Novi Sad) – Kvarner (Rijeka) 2:0 Mornar (Split) – Budućnost (Titograd) 2:2 Naša krila (Zemun) – Tekstilac (Varaždin) 4:0 Metalac slobodno | 2. kolo 24. 8. 1947. Budućnost (Titograd) – Naša krila (Zemun) 1:0 Kvarner (Rijeka) – Mornar (Split) 0:3 Dinamo (Pančevo) – Sloga (Novi Sad) 1:2 Željezničar (Sarajevo) – Rabotnički (Skoplje) 1:1 Metalac (Zagreb) – Enotnost (Ljubljana) 1:0 Tekstilac slobodno |

| 3. kolo 31. 8. 1947. Rabotnički (Skoplje) – Metalac (Zagreb) 0:2 Sloga (Novi Sad) – Željezničar (Sarajevo) 3:0 Mornar (Split) – Dinamo (Pančevo) 3:2 Naša krila (Zemun) – Kvarner (Rijeka) 4:1 Tekstilac (Varaždin) – Budućnost (Titograd) 5:1 Enotnost bye | 4. kolo 7. 9. 1947. Kvarner (Rijeka) – Tekstilac (Varaždin) 1:2 Dinamo (Pančevo) – Naša krila (Zemun) 1:4 Željezničar (Sarajevo) – Mornar (Split) 0:2 Sloga (Novi Sad) – Metalac (Zagreb) 2:0 8. 9. 1947. Enotnost (Ljubljana) – Rabotnički (Skoplje) 2:2 Budućnost slobodno |

| 5. kolo 14. 9. 1947. Sloga (Novi Sad) – Enotnost (Ljubljana) 2:0 Mornar (Split) – Metalac (Zagreb) 0:2 Naša krila (Zemun) – Željezničar (Sarajevo) 3:1 Tekstilac (Varaždin) – Dinamo (Pančevo) 4:1 Budućnost (Titograd) – Kvarner (Rijeka) 4:0 Rabotnički slobodno | 6. kolo 20. 9. 1947. Metalac (Zagreb) – Naša krila (Zemun) 4:4 21. 9. 1947. Dinamo (Pančevo) – Budućnost (Titograd) 1:0 Željezničar (Sarajevo) – Tekstilac (Varaždin) 2:1 Enotnost (Ljubljana) – Mornar (Split) 1:0 Sloga (Novi Sad) – Rabotnički (Skoplje) 5:0 Kvarner slobodno |

| 7. kolo 28. 9. 1947. Rabotnički (Skoplje) – Mornar (Split) 0:2 Naša krila (Zemun) – Enotnost (Ljubljana) 0:1 Tekstilac (Varaždin) – Metalac (Zagreb) 2:3 Budućnost (Titograd) – Željezničar (Sarajevo) 4:0 Kvarner (Rijeka) – Dinamo (Pančevo) 0:1 (Kvarner je teren napustio u 88. minuti. Rezultat je ostao) Sloga slobodno | 8. kolo 5. 10. 1947. Budućnost (Titograd) – Metalac (Zagreb) 3:1 Enotnost (Ljubljana) – Tekstilac (Varaždin) 4:0 Naša krila (Zemun) – Rabotnički (Skoplje) 3:1 Sloga (Novi Sad) – Mornar (Split) 1:0 7. 12. 1947. Željezničar (Sarajevo) – Kvarner (Rijeka) 5:1 Dinamo slobodno |

| 9. kolo 12. 10. 1947. Naša krila (Zemun) – Sloga (Novi Sad) 1:0 Rabotnički (Skoplje) – Tekstilac (Varaždin) 1:1 Budućnost (Titograd) – Enotnost (Ljubljana) 3:3 23. 10. 1947. Dinamo (Pančevo) – Željezničar (Sarajevo) 0:1 23. 11. 1947. Kvarner (Rijeka) – Metalac (Zagreb) 3:1 Mornar slobodno | 10. kolo 19. 10. 1947. Metalac (Zagreb) – Dinamo (Pančevo) 2:1 Enotnost (Ljubljana) – Kvarner (Rijeka) 6:0 Rabotnički (Skoplje) – Budućnost (Titograd) 0:2 Sloga (Novi Sad) – Tekstilac (Varaždin) 1:2 Mornar (Split) – Naša krila (Zemun) 3:3 Željezničar slobodno |

| 11. kolo 25. 10. 1947. Budućnost (Titograd) – Sloga (Novi Sad) 1:0 26. 10. 1947. Tekstilac (Varaždin) – Mornar (Split) 2:6 Kvarner (Rijeka) – Rabotnički (Skoplje) 4:0 Dinamo (Pančevo) – Enotnost (Ljubljana) 1:0 Metalac (Zagreb) – Željezničar (Sarajevo) 2:0 Naša Krila slobodno | 12. kolo 14. 3. 1948. Željezničar (Sarajevo) – Enotnost (Ljubljana) 1:3 Dinamo (Pančevo) – Rabotnički (Skoplje) 2:0 Kvarner (Rijeka) – Sloga (Novi Sad) 1:3 Budućnost (Titograd) – Mornar (Split) 2:1 Tekstilac (Varaždin) – Naša krila (Zemun) 1:3 Metalac slobodno |

| 13. kolo 21. 3. 1948. Naša krila (Zemun) – Budućnost (Titograd) 0:1 Mornar (Split) – Kvarner (Rijeka) 3:0 Sloga (Novi Sad) – Dinamo (Pančevo) 2:2 Rabotnički (Skoplje) – Željezničar (Sarajevo) 1:2 Enotnost (Ljubljana) – Metalac (Zagreb) 0:1 Tekstilac slobodno | 14. kolo 28. 3. 1948. Metalac (Zagreb) – Rabotnički (Skoplje) 2:0 Dinamo (Pančevo) – Mornar (Split) 2:0 Kvarner (Rijeka) – Naša krila (Zemun) 3:5 Budućnost (Titograd) – Tekstilac (Varaždin) 2:1 30. 4. 1948. Željezničar (Sarajevo) – Sloga (Novi Sad) 3:3 Enotnost slobodno |

| 15. kolo 4. 4. 1948. Tekstilac (Varaždin) – Kvarner (Rijeka) 3:2 Naša krila (Zemun) – Dinamo (Pančevo) 3:4 Mornar (Split) – Željezničar (Sarajevo) 1:0 Metalac (Zagreb) – Sloga (Novi Sad) 0:1 Rabotnički (Skoplje) – Enotnost (Ljubljana) 3:4 Budućnost slobodno | 16. kolo 11. 4. 1948. Enotnost (Ljubljana) – Sloga (Novi Sad) 1:2 Metalac (Zagreb) – Mornar (Split) 0:1 Željezničar (Sarajevo) – Naša krila (Zemun) 2:3 Dinamo (Pančevo) – Tekstilac (Varaždin) 8:0 Kvarner (Rijeka) – Budućnost (Titograd) 1:4 Rabotnički slobodno |

| 17. kolo 18. 4. 1948. Budućnost (Titograd) – Dinamo (Pančevo) 2:2 Tekstilac (Varaždin) – Željezničar (Sarajevo) 1:1 Naša krila (Zemun) – Metalac (Zagreb) 2:0 Mornar (Split) – Enotnost (Ljubljana) 5:0 Rabotnički (Skoplje) – Sloga (Novi Sad) 1:4 Kvarner slobodno | 18. kolo 25. 4. 1948. Mornar (Split) – Rabotnički (Skoplje) 8:1 Enotnost (Ljubljana) – Naša krila (Zemun) 3:5 Metalac (Zagreb) – Tekstilac (Varaždin) 4:1 Željezničar (Sarajevo) – Budućnost (Titograd) 1:2 Dinamo (Pančevo) – Kvarner (Rijeka) 2:2 Sloga slobodno |

| 19. kolo 2. 5. 1948. Kvarner (Rijeka) – Željezničar (Sarajevo) 1:0 Metalac (Zagreb) – Budućnost (Titograd) 2:0 Tekstilac (Varaždin) – Enotnost (Ljubljana) 0:2 Mornar (Split) – Sloga (Novi Sad) 1:2 30. 5. 1948. Rabotnički (Skoplje) – Naša krila (Zemun) 0:4 (odgođeno zbog proslave 1. svibnja) Dinamo slobodno | 20. kolo 29. 4. 1948. Tekstilac (Varaždin) – Rabotnički (Skoplje) 3:0 (igrano unaprijed za proslavu 1. svibnja) 9. 5. 1948. Sloga (Novi Sad) – Naša krila (Zemun) 2:2 Enotnost (Ljubljana) – Budućnost (Titograd) 0:2 Metalac (Zagreb) – Kvarner (Rijeka) 2:1 Željezničar (Sarajevo) – Dinamo (Pančevo) 3:0 Mornar slobodno |

| 21. kolo 16. 5. 1948. Dinamo (Pančevo) – Metalac (Zagreb) 0:0 Kvarner (Rijeka) – Enotnost (Ljubljana) 5:3 Budućnost (Titograd) – Rabotnički (Skoplje) 10:0 Tekstilac (Varaždin) – Sloga (Novi Sad) 2:1 Naša krila (Zemun) – Mornar (Split) 1:0 Željezničar slobodno | 22. kolo 23. 5. 1948. Mornar (Split) – Tekstilac (Varaždin) 0:0 Sloga (Novi Sad) – Budućnost (Titograd) 1:0 Rabotnički (Skoplje) – Kvarner (Rijeka) 1:1 Enotnost (Ljubljana) – Dinamo (Pančevo) 1:0 Željezničar (Sarajevo) – Metalac (Zagreb) 3:0 Naša Krila slobodno |

## Statistika

### Ljestvica strijelaca
| Pl.     | Ime               | Klub       | Pogodaka |
| ------- | ----------------- | ---------- | -------- |
| 1.      | Milutin Pajević   | Budućnost  | 14       |
| 1.      | Vladimir Pečenčić | Naša krila | 14       |
| 3.      | Franjo Hirman     | Mornar     | 13       |
| 4.      | Dionizije Dvornić | Dinamo     | 12       |
| 5.      | Vojin Božović     | Budućnost  | 11       |
| 6.      | Ljubomir Spajić   | Budućnost  | 10       |
| 7.      | Milivoj Čapeta    | Metalac    | 9        |
|         |                   |            |          |
| Izvori: |                   |            |          |

## Poveznice
- Prva savezna liga 1947./48.
- 3. ligaški rang 1947./48.
- Kup maršala Tita 1947.

## Vanjske poveznice
- SECOND YUGOSLAV FEDERAL LEAGUE - SEASON 1947/1948
- HRnogomet
- Ligaški vremeplov
- SISTEM TAKMIČENJA U JUGOSLAVIJI 1945.-1955.
- exYUfudbal